# Nemesis 3: Prey Harder
Série
Nemesis 2
(1995) Nemesis 4: Death Angel
(1996)
Pour plus de détails, voir Fiche technique et Distribution.
Nemesis 3: Prey Harder est un film américain réalisé par Albert Pyun, sorti en 1996.

## Synopsis
Alex souffre d'amnésie et doit combattre les cyborgs alors qu'elle se réveille en Afrique de l'Est.

## Fiche technique
- Titre : Nemesis 3: Prey Harder
- Autre titre : Nemesis 3: Time Lapse
- Réalisation : Albert Pyun
- Scénario : Albert Pyun
- Musique : Anthony Riparetti
- Photographie : George Mooradian
- Montage : Ken Morrisey
- Production : Tom Karnowski et Gary Schmoeller
- Société de production : Filmwerks et Imperial Entertainment
- Pays :  États-Unis
- Genre : Action, thriller et science-fiction
- Durée : 91 minutes
- Dates de sortie : 
  -  États-Unis : 6 février 1996

## Distribution
- Sue Price : Alex
- Tim Thomerson : Farnsworth 2
- Norbert Weisser : Edson
- Xavier Declie : Johnny
- Sharon Bruneau : Lock
- Debbie Muggli : Ditko
- Ursula Sarcev : Ramie
- Earl White : Brick / Juma
- Jon H. Epstein : Michael
- Chad Stahelski : Nebula
- Karen Studer : Zama

## Accueil
TV Guide qualifie le film de « comic book dont il manquerait la moitié des pages ».